# Marc Zwiebler
Marc Zwiebler (Bonn, 13 de marzo de 1984) es un deportista alemán que compitió en bádminton, en la modalidad individual.
Ganó tres medallas en el Campeonato Europeo de Bádminton entre los años 2010 y 2016.

## Palmarés internacional
| Campeonato Europeo | Campeonato Europeo         | Campeonato Europeo | Campeonato Europeo |
| Año                | Lugar                      | Medalla            | Prueba             |
| ------------------ | -------------------------- | ------------------ | ------------------ |
| 2010               | Mánchester (Reino Unido)   | Medalla de bronce  | Individual         |
| 2012               | Karlskrona (Suecia)        | Medalla de oro     | Individual         |
| 2016               | La Roche-sur-Yon (Francia) | Medalla de bronce  | Individual         |